# Hesperodiaptomus californiensis
Hesperodiaptomus californiensis é uma espécie de crustáceo da família Diaptomidae.
É endémica dos Estados Unidos da América.